# Хак, Сабина
Сабина Хак (нем. Sabine Hack; род. 12 июля 1969, Ульм, ФРГ) — немецкая теннисистка, победительница четырёх турниров WTA в одиночном разряде и одного — в парном.

## Спортивная карьера
Дебют Сабины Хак в профессиональном теннисе состоялся в 1983 году в западногерманском Штутгарте. Год спустя в Хайфе теннисистка впервые в своей карьере дошла до финала турнира ITF, где уступила соотечественнице Габриэле Дину. В сентябре 1985 года в Софии Хак завоевала свой единственный в карьере титул ITF, обыграв в финале Хану Фукаркову из Чехословакии.
В 1986 году Сабина Хак дебютировала на турнире Большого шлема — в первом матче квалификации Открытого чемпионата США она уступила Яне Новотной.
В 1988 году спортсменка впервые приняла участие в финале турнира WTA. В решающем матче парного разряда турнира в Афинах пара Сабина Хак—Зильке Франкль уступила Сабрине Голеш и Юдит Визнер. В декабре 1989 года в шведском Бостаде Хак впервые приняла участие в финале турнира WTA в одиночном разряде, однако уступила сопернице из Болгарии.
Расцвет карьеры Сабины Хак пришёлся на первую половину 90-х годов XX века. За это время она одержала победы в четырёх турнирах серии WTA в одиночном разряде и одном турнире — в парном. В 1994 году спортсменка дошла до стадии четвертьфинала Открытого чемпионата Франции, где в трёх сетах уступила испанке Кончите Мартинес. В январе 1995 года Хак занимала 13-е место в рейтинге WTA, что стало наивысшей позицией в карьере теннисистки.
В 1997 году Сабина Хак объявила о завершении своей спортивной карьеры.

## Рейтинг на конец года
| Год  | Одиночный рейтинг | Парный рейтинг |
| 1985 | 187               |                |
| 1986 | 219               | 202            |
| 1987 | 246               | 312            |
| 1988 | 141               | 162            |
| 1989 | 74                | 190            |
| 1990 | 45                | 216            |
| 1991 | 90                | 137            |
| 1992 | 35                | 290            |
| 1993 | 24                | 181            |
| 1994 | 19                | 168            |
| 1995 | 40                | 205            |
| 1996 | 43                |                |
| 1997 | 521               |                |

## Выступления на турнирах

### Финалы турниров WTA в одиночном разряде (8)

#### Победы (4)
| Легенда:                    |
| --------------------------- |
| Турниры Большого Шлема (0)  |
| Олимпиада (0)               |
| Итоговый чемпионат года (0) |
| 1-я категория (0)           |
| 2-я категория (1)           |
| 3-я категория (1)           |
| 4-я категория (1)           |
| 5-я категория (1)           |

| Титулы по покрытиям | Титулы по месту проведения матчей турнира |
| ------------------- | ----------------------------------------- |
| Хард (1)            | Зал (0)                                   |
| Грунт (3)           | Зал (0)                                   |
| Трава (0)           | Открытый воздух (4)                       |
| Ковёр (0)           | Открытый воздух (4)                       |

| №  | Дата            | Турнир              | Покрытие | Соперница в финале | Счёт             |
| 1. | 2 декабря 1991  | Сан-Паулу, Бразилия | Грунт    | Вероника Мартинек  | 6-3 7-5          |
| 2. | 25 октября 1993 | Куритиба, Бразилия  | Грунт    | Флоренсия Лабат    | 6-2 6-0          |
| 3. | 23 марта 1994   | Хьюстон, США        | Грунт    | Мэри Пирс          | 7-5 6-4          |
| 4. | 2 января 1995   | Джакарта, Индонезия | Хард     | Ирина Спырля       | 2-6 7-6(8-6) 6-4 |

#### Поражения (4)
| №  | Дата          | Турнир          | Покрытие | Соперница в финале | Счёт         |
| 1. | 24 июля 1989  | Бостад, Швеция  | Грунт    | Катерина Малеева   | 1-6 3-6      |
| 2. | 22 марта 1993 | Хьюстон, США    | Грунт    | Кончита Мартинес   | 3-6 2-6      |
| 3. | 10 июля 1995  | Палермо, Италия | Грунт    | Ирина Спырля       | 6-7(1-7) 2-6 |
| 4. | 15 июля 1996  | Палермо, Италия | Грунт    | Барбара Шетт       | 3-6 3-6      |

### Финалы турниров WTA в парном разряде (2)

#### Победы (1)
| Легенда:                    |
| --------------------------- |
| Турниры Большого Шлема (0)  |
| Олимпиада (0)               |
| Итоговый чемпионат года (0) |
| 1-я категория (0)           |
| 2-я категория (0)           |
| 3-я категория (0)           |
| 4-я категория (1)           |
| 5-я категория (0)           |

| Титулы по покрытиям | Титулы по месту проведения матчей турнира |
| ------------------- | ----------------------------------------- |
| Хард (1)            | Зал (0)                                   |
| Грунт (1)           | Зал (0)                                   |
| Трава (0)           | Открытый воздух (1)                       |
| Ковёр (0)           | Открытый воздух (1)                       |

| №  | Дата            | Турнир             | Покрытие | Партнёрша         | Соперницы в финале               | Счёт         |
| 1. | 25 октября 1993 | Куритиба, Бразилия | Грунт    | Вероника Мартинек | Клаудия Кабалгоити Андреа Виейра | 6-2 7-6(7-4) |

#### Поражения (1)
| №  | Дата           | Турнир        | Покрытие | Партнёрша      | Соперницы в финале        | Счёт         |
| 1. | 1 августа 1988 | Афины, Греция | Грунт    | Зильке Франкль | Сабрина Голеш Юдит Визнер | 2-6 6-7(4-7) |